# Erland Thaulow
Erland Thaulow, född 12 mars 1879, död 9 juni 1972, var en dansk ingenjör. 
Thaulow blev student 1897 och avlade polyteknisk examen 1903. Han anställdes som föreståndare för Dansk Telegrafonfabrik och fortsatte därefter studera mekanisk värmeteori vid tekniska högskolan i Dresden. Han verkade senare som ingenjör hos Nyboe & Nissen, för att därefter överta posten som verkstadsledare på Fagskolen for Håndværkere og mindre Industridrivende (Teknologisk Institut) och studerade samtidigt vid Central Technical College i London. Några år efter sin anställning på Teknologisk Institut utnämndes han 1909 till docent vid Polyteknisk Læreanstalt och blev professor i mekanisk teknologi 1918. Han var även föreståndare för läroanstaltens teknologiska laboratorium.
Thaulow var under några år även redaktör för tidskriften Polyteknikeren, teknisk rådgivare angående maskinanskaffning åt hantverkare och mindre industriidkare för Statslånefonden, expert vid Industrirådet, medlem av styrelsen for A/S Dansk Pressefabrik och Kjøbenhavns almindelige Boligselskab, medlem av Danmarks naturvidenskabelige Samfund och medlem av Den danske Standardiseringskommission.
Under sin tid vid Polyteknisk Læreanstalt nedlade Thaulow ett mycket stort arbete på att öka intresset för mekanisk teknologi och verkade för reformer inom utbildningen i detta ämne. I anslutning till sina föreläsningar försökte han, såvitt det var möjligt, att härtill knyta praktiska försök och övningar för de studerande. Han strävade även att genom exkursioner i Skandinavien, Tyskland, Belgien och Frankrike, ge dem ett begrepp om hur man i andra länder verkade inom maskinindustrin. Av hans skrifter kan nämnas Træ og Træbearbejdning, Teknisk Virksomhedsledelse och flera artiklar i facktidskrifter.